# Matteo Pelucchi
Matteo Pelucchi (Giussano, 21 gennaio 1989) è un ex ciclista su strada e pistard italiano, è professionista dal 2011 al 2021.

## Carriera
Nella categoria Allievi corre per la Polisportiva Molinello di Cesano Maderno.
Dal 2008 al 2010 gareggia nella categoria Dilettanti Elite/Under-23, vestendo prima la divisa della Filmop/Bottoli e poi quella della Trevigiani. Nei tre anni da Under-23 ottiene in totale 14 vittorie, sette delle quali solo nel 2010.
Passa professionista all'inizio del 2011 tra le file della Geox-TMC, squadra Professional Continental diretta da Mauro Gianetti; già quell'anno consegue il primo successo da pro, facendo sua la Clásica de Almería in Spagna. Per il 2012, dopo la dismissione della Geox-TMC, si trasferisce invece al Team Europcar: in tale stagione ottiene due vittorie, una tappa alla Quatre Jours de Dunkerque e una al Ronde de l'Oise.
Nel 2013 passa tra le file della formazione svizzera IAM Cycling: con la nuova maglia vince tra le altre una tappa alla Tirreno-Adriatico 2014, due prove al Challenge de Mallorca 2015 e due frazioni al Tour de Pologne 2015. Nel 2017, con la chiusura della IAM, passa alla formazione World Tour Bora-Hansgrohe: con il nuovo team vince una tappa al Giro di Slovacchia 2018 e si classifica secondo al Trofeo Palma 2017.

## Palmarès

### Strada
- 2006 (Juniores)

Trofeo Alberti di Ponte San Marco
- 2007 (Juniores)

Piccola San Geo
GP Caduti Sandamianesi
Trofeo Cassa Rurale ed Artigiana di Cantù
Trofeo Santino Ferioli
Coppa Tre Martiri
Memorial Luigi Pasolini
- 2008 (Dilettanti Elite/Under-23, Filmop-Ramonda-Bottoli, una vittoria)

Trofeo Lampre - Bernareggio
- 2009 (Dilettanti Elite/Under-23, Bottoli-Nordelettrica-Ramonda, sei vittorie)

Circuito di Sant'Urbano
Coppa Olivetti - Medaglia d'Oro Pagani e Landoni
Medaglia d'Oro Città di Monza
Memorial Carlo Tonon e Denis Zanette - Medaglia d'Oro Daniele Del Ben
Coppa San Biagio-Pontecurone
100 km di Nuvolato
- 2010 (Dilettanti Elite/Under-23, Trevigiani-Dynamon-Bottoli, sette vittorie)

Trofeo Edilizia Mogetta
Circuito del Termen-Cimetta di Codogné
Trofeo Città di Venezia-Gran Premio Casinò di Venezia
Trofeo Papà Cervi
100 km di Nuvolato
Coppa Città di Bozzolo
Coppa San Vito
- 2011 (Geox-TMC, una vittoria)

Clásica de Almería
- 2012 (Team Europcar, due vittorie)

5ª tappa Quattro Giorni di Dunkerque (Béthune > Dunkerque)
3ª tappa Ronde de l'Oise (Wavignies > Clermont)
- 2013 (IAM Cycling, una vittoria)

1ª tappa Circuit de la Sarthe (Fontenay-le-Comte > Ligné)
- 2014 (IAM Cycling, due vittorie)

2ª tappa Tirreno-Adriatico (San Vincenzo > Cascina)
2ª tappa Vuelta a Burgos (Briviesca > Villadiego)
- 2015 (IAM Cycling, quattro vittorie)

Trofeo Playa de Palma
Trofeo Santanyí-Ses Salines-Campos
2ª tappa Tour de Pologne (Częstochowa > Dąbrowa Górnicza)
3ª tappa Tour de Pologne (Zawiercie > Katowice)
- 2018 (Bora-Hansgrohe, una vittoria)

3ª tappa Giro di Slovacchia (Dubnica nad Váhom > Nitra)
- 2019 (Androni Giocattoli-Sidermec, sei vittorie)

5ª tappa Tour de Langkawi (Tanjung Malim > Taiping)
6ª tappa Tour de Langkawi (Bagan > Alor Setar)
3ª tappa Vuelta a Aragón (Huesca > Saragozza)
3ª tappa Tour du Poitou-Charentes (Châtellerault > Pleumartin)
2ª tappa Tour of Taihu Lake (Hufuzhen > Hufuzhen)
4ª tappa Tour of Taihu Lake (Suzhou > Suzhou)

#### Altri successi
- 2009 (Bottoli-Nordelettrica-Ramonda)

2ª tappa Vuelta a Tenerife (La Laguna, cronosquadre)
- 2012 (Team Europcar)

Classifica a punti Ronde de l'Oise
- 2013 (IAM Cycling)

Classifica a punti Circuit de la Sarthe
- 2018 (Bora-Hansgrohe)

2ª tappa Czech Cycling Tour (Uničov, cronosquadre)

### Pista
- 2006

Campionati italiani, Keirin Juniores (Bassano del Grappa)
- 2007

Campionati italiani, Chilometro da fermo Juniores (Dalmine)
Campionati italiani, Keirin Juniores (Dalmine)

## Piazzamenti

### Grandi Giri
- Giro d'Italia

2015: ritirato (10ª tappa)
2016: ritirato (6ª tappa)
2017: fuori tempo massimo (10ª tappa)
- Vuelta a España

2014: ritirato (15ª tappa)
2015: ritirato (2ª tappa)

### Classiche monumento
- Milano-Sanremo

2011: ritirato
2014: ritirato
- Parigi-Roubaix

2014: ritirato

### Competizioni mondiali
- Campionati mondiali

Aguascalientes 2007 - Velocità a squadre Juniores: 4°
Aguascalientes 2007 - Keirin Juniores: 3°
Aguascalientes 2007 - Chilometro a cronometro Juniores: 8°

### Competizioni europee
- Campionati europei

Pruszków 2008- Scratch Under-23: 24°
San Pietroburgo 2010 - Scratch Under-23: 10°